# Гамбургское дерби
Га́мбургское де́рби (нем. Hamburger Stadtderby) — футбольное дерби Гамбурга, города в Германии, между местными клубами «Гамбург» и «Санкт-Паули», самыми успешными и популярными командами в Гамбурге.
По состоянию на апрель 2021 года команды провели между собой 98 матчей, из которых 60 выиграл «Гамбург», в 22 успех праздновал «Санкт-Паули», а в 16 была зафиксирована ничья.
Первый официальный матч между двумя командами состоялся 19 октября 1924 года, в котором «Гамбург» победил со счётом 3:1, будучи в статусе гостевой команды. В последнее время Гамбургское дерби проводится крайне редко из-за того, что большую часть времени с момента создания Бундеслиги команды проводят сезоны на разных уровнях. Так за 55 лет существования Бундеслиги состоялось лишь 19 матчей дерби: 16 в чемпионате Германии, один — Кубка Германии и два — Кубка Лиги. В то время как до 1963 года гамбургские противники за 40 лет провели между собой 73 матча (65 из которых в чемпионате).
«Гамбург» — шестикратный чемпион Германии, обладатель Кубка европейских чемпионов, Кубка кубков и дважды Суперкубка Европы, до 2018 года ни разу не вылетавший из Бундеслиги. В то время как «Санкт-Паули» не может похвастаться даже стабильными выступлениями в Бундеслиге, в которой они дебютировали лишь в сезоне 1977/1978, по итогам которого заняли последнее место и вылетели обратно. Вскоре «Санкт-Паули» и вовсе чуть не обанкротился, но постепенно выправил ситуацию и ещё несколько раз появлялся в главной лиге Германии. Так в сезоне 2001/2002 он прочно обосновался на последнем месте в Бундеслиге, но 22 декабря 2001 года, проигрывая по ходу дерби с «Гамбургом» 0:3, едва не сумел догнать соперника, уступив в итоге 3:4. Следующим кратковременным периодом пребывания «Санкт-Паули» в элите немецкого футбола стал сезон 2010/2011, в котором он в очередной раз занял последнее место, но сумел одержать первую с 1977 года победу в дерби, одолев «Гамбург» с минимальным счётом на его поле 16 февраля 2011 года.
В 2018 году «Гамбург» впервые в своей истории вылетел из Бундеслиги. В сезоне 2018/2019 Гамбургское дерби проходило во Второй Бундеслиге. 30 сентября 2018 года на Фолькспаркштадионе оно закончилось безголевой ничьей. Вторая встреча на арене «Санкт-Паули» Миллернтор 10 марта 2019 года завершилась разгромом хозяев со счётом 0:4.
Среди болельщиков «Санкт-Паули» преобладают люди левых и антифашистских взглядов, что способствует тому, что в дни дерби в городе активизируются и неонацисты, не являющиеся фанатами «Гамбурга», но стремящиеся поддержать противников ненавистного им «Санкт-Паули».

## Рекорды
Результаты

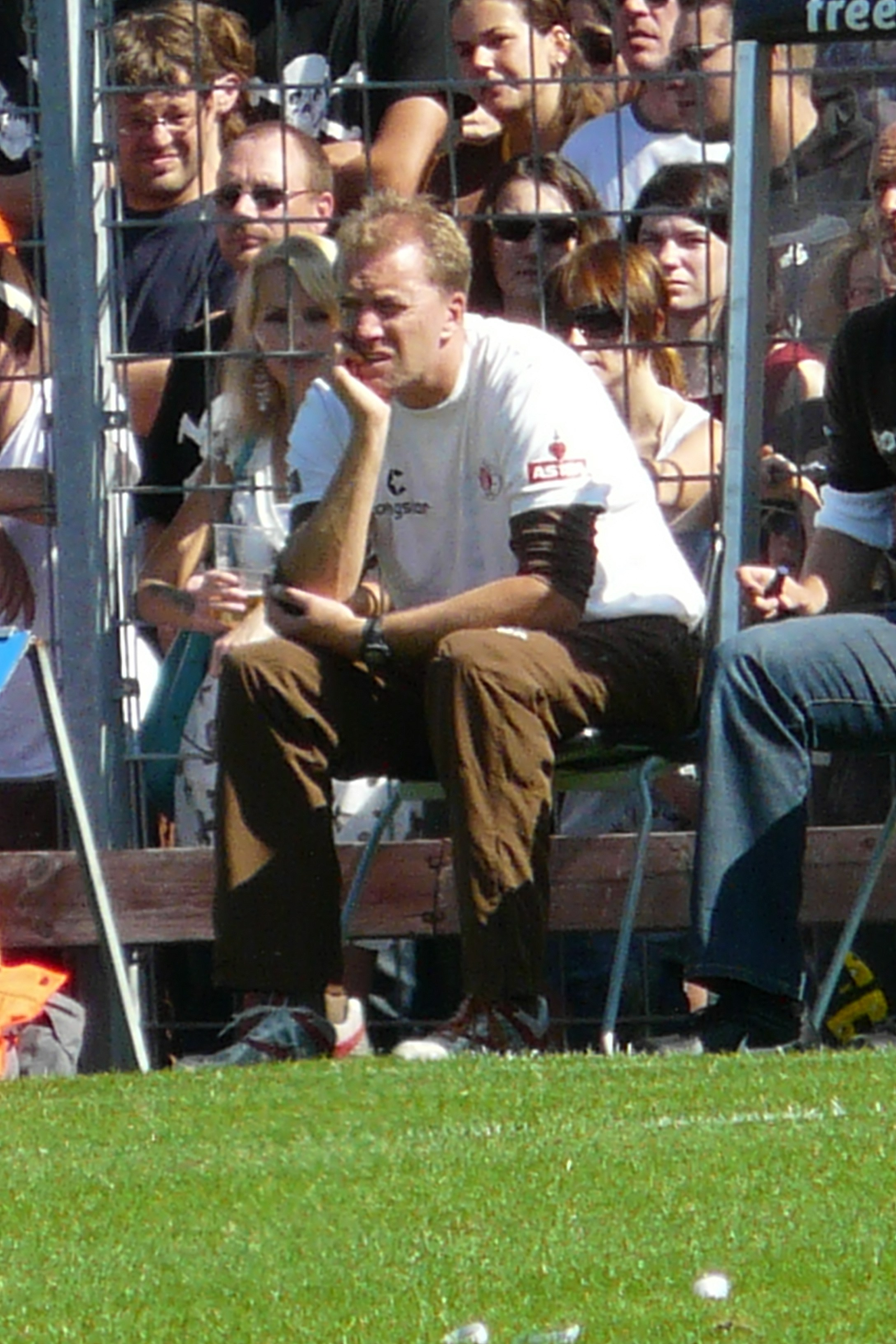
Андре Трулзен («Санкт Паули») — рекордсмен по количеству матчей Гамбургского дерби в Бундеслиге.

- Самый результативный матч: Санкт Паули — Гамбург 1:10 (17 марта 1940)
- Крупнейшая победа «Гамбурга»: 1:10 (17 март 1940); 0:9 (7 мая 1944); 9:0 (23 ноября 1924, 23 февраля 1957)
- Крупнейшая победа «Санкт-Паули»: 1:8 (7 мая 1944)
- Самая результативная ничья: Санкт Паули — Хамбургер 3:3 (5 сентября 1937)
- Крупнейшая победа «Гамбурга» в Бундеслиге: 5:0 (1 июня 1991)
- Крупнейшая победа «Санкт-Паули» в Бундеслиге: 0:2 (3 сентября 1977)

Серии
- Победная серия «Гамбурга»: 7 (1924—1927)
- Беспроигрышная серия «Гамбурга»: 15 (1978—2010)
- Победная серия «Санкт-Паули»: 2 (1930, 1948—1949, 1950—1951, 1953—1954)
- Беспроигрышная серия «Санкт-Паули»: 3 (1946—1947)

Посещаемость
- Наивысшая: 58 000 (19 ноября 1986)
- Наименьшая: 800 (7 мая 1944)

Игроки
- Наибольшее количество матчей в Бундеслиге: Андре Трулзен — 10 (Санкт-Паули)[4]
- Наибольшее количество матчей за «Гамбург» в Бундеслиге: Рихард Гольц — 9[4]
- Наибольшее количество голов в Бундеслиге: Нандо — 3 (Гамбург)[4]
- Наибольшее количество голов за «Санкт-Паули» в Бундеслиге: Франц Гербер, Андре Трулзен — 2[4]

## Статистика
| Турнир                       | Игры | Победы «Гамбурга» | Ничьи | Победы «Санкт-Паули» | Голы «Гамбурга» | Голы «Санут-Паули» |
| ---------------------------- | ---- | ----------------- | ----- | -------------------- | --------------- | ------------------ |
| Чемпионат Германии (до 1963) | 65   | 41                | 7     | 17                   | 209             | 81                 |
| Бундеслига                   | 16   | 8                 | 6     | 2                    | 29              | 14                 |
| Вторая Бундеслига            | 6    | 1                 | 2     | 3                    | 6               | 7                  |
| Кубок Германии               | 6    | 6                 | 0     | 0                    | 31              | 6                  |
| Прочие                       | 5    | 4                 | 1     | 0                    | 19              | 3                  |
| Всего                        | 98   | 60                | 16    | 22                   | 294             | 111                |